# Passy (Sena)
Passy es un barrio de París (Francia) situado en el XVI Distrito, en la margen derecha del río Sena. Es aún el hogar de muchos de los residentes más ricos de la ciudad.
Passy era en origen una comuna situada a las afueras de París. En 1658 se descubrieron unas fuentes termales en torno a las cuales se desarrollaron instalaciones balnearias. Esto atrajo a la alta sociedad parisina y a visitantes ingleses, algunos de los cuales convirtieron la zona, que combinaba una atractiva campiña con casas modestas y finas residencias, en su refugio de invierno. La población era de 2400 habitantes en 1836 y de 4545 en 1841, pero era mayor en verano. En 1861 la población era de 11431 habitantes. La población de Passy era de 17594 habitantes cuando fue absorbida por París junto con otras comunas aledañas en 1860.